# Avro Canada VZ-9-AV Avrocar
Avro Canada VZ-9-AV Avrocar – statek powietrzny pionowego startu i lądowania w kształcie dysku, opracowany jako tajny projekt w trakcie zimnej wojny przez kanadyjskiego producenta samolotów Avro Canada w Malton, Ontario.

## Projektant
Projektant samolotu, Jack Frost, rozpoczął pracę w Avro Canada w 1947. Wcześniej pracował dla brytyjskiej firmy de Havilland przy projektach myśliwców odrzutowych de Havilland Vampire i de Havilland DH.108 Swallow. W Kanadzie uczestniczył w opracowaniu pierwszego myśliwca naddźwiękowego Avro Canada CF-100 Canuck a następnie w specjalnej grupie badawczej opracowującej tajny samolot.

## Rozwój
Działalność grupy badawczej była początkowo wspierana finansowo przez rząd kanadyjski, jednak jego wsparcie finansowe zostało wstrzymane w 1953. Po zakończeniu finansowania Jack Frost zrezygnował z uczestnictwa w grupie badawczej, nie rezygnując jednak z szukania alternatywnych dróg pozyskania funduszy dla projektu. Dzięki swoim umiejętnościom handlowca udało mu się przyciągnąć zainteresowanie Stanów Zjednoczonych. W 1953 grupa amerykańskich ekspertów wojskowych odbierała myśliwski samolot Avro Canada CF-100 Canuck. Frost skorzystał z okazji i pokazał im projekt swojego samolotu, który wzbudził zainteresowanie uczestników prezentacji. Ustalono, że dalsze prace będą finansowane przez USA.
Projekt statku Avro VZ-9-AV Avrocar musiał być zgodny z wymogami Amerykanów. US Army używała samolotów ponaddźwiękowych do działań rozpoznawczych i transportowych. US Air Force potrzebowała samolotu, który byłby niewykrywalny przez radar i – jeśli było to konieczne – szybko podnosił się i rozwijał prędkość ponaddźwiękową. Projektanci uważali, że mogą spełnić wszystkie wymogi.

## Końcowy model
Firma Avro Canada zbudowała dwa prototypy samolotu Avrocar. Jeden zaprojektowany do badań w tunelu aerodynamicznym NASA w Kalifornii, a drugi do lotów testowych. Natychmiast po zakończeniu produkcji samolotów, w lutym 1959, rząd kanadyjski przestał wspierać finansowo projekt Avro Canada CF-105 Arrow, który spowodował poważny kryzys finansowy. Kryzys dotknął wszystkie projekty, w tym prace grupy badawczej kierowanej przez Frosta. Jednak pod koniec maja 1959 Frost we współpracy z Amerykanami zapewnił kontynuację swojego projektu.
Statek powietrzny Avro VZ-9-AV Avrocar miał kształt „latającego talerza” o średnicy około 5,5 m i powierzchni 23,7 m² oraz dwie oddzielne małe kabiny, przeznaczone dla pilota i obserwatora. W górnej części kabiny znajdowały się przezroczyste kopuły. Samolot miał trzy małe silniki odrzutowe Continental J69-T-9, które znajdowały się pomiędzy główną turbiną. Wysiłkiem projektantów było wykorzystanie efektu Coandy. Statek miał być zdolny do pionowego startu i lądowania. Na wysokości 3000 m miał osiągać prędkość 480 km/h.
Pierwsze trzy loty testowe przeprowadzono w listopadzie 1959. Dalsze badania w styczniu 1960, a następnie w okresie od lipca 1960 do czerwca 1961. Łącznie było to 75 godzin. Wyniki badań wykazały problemy ze stabilnością i słabe osiągi. Maksymalna prędkość osiągana podczas testu wynosiła tylko 56 kilometrów na godzinę, na wysokości 90 cm nad ziemią. Okazało się, że moc silnika nie jest wystarczająca. Avrocar zachowywał się w zasadzie niczym poduszkowiec. Co więcej, był bardzo głośny, co jest niekorzystne dla celów wojskowych.

## Zakończenie projektu
Propozycje zmian Frosta w projekcie nie zostały przyjęte, przez co Avrocar oraz inne projekty w dziedzinie VTOL przestały być wspierane finansowo przez USA w 1961. Avrocar nie wzbudził zainteresowania ani rządu Kanady, ani innego kraju, co doprowadziło do rozwiązania grupy badawczej. Pod względem osiągniętych wyników projekt Avrocar był nieudany i został eksponatem w National Museum of the United States Air Force w Dayton.

## Galeria

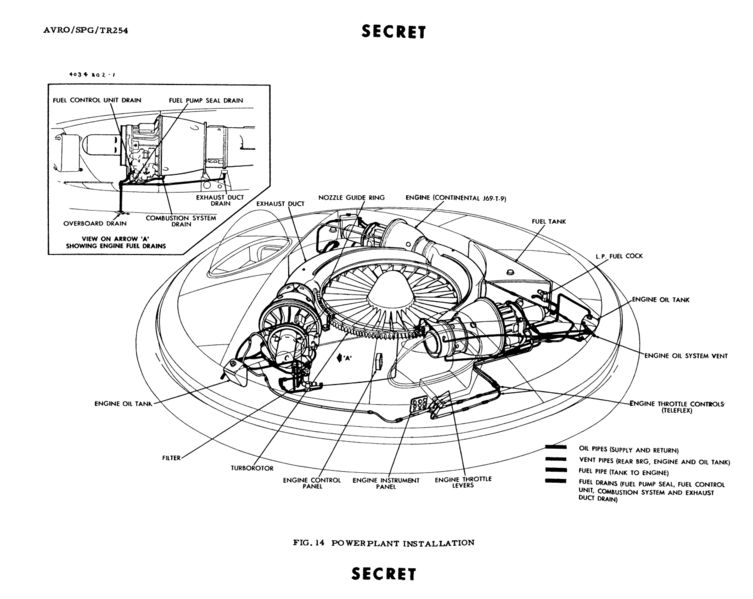
Położenie silników
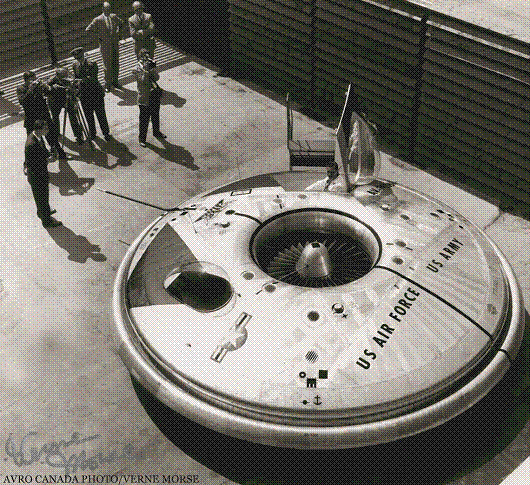
Avrocar
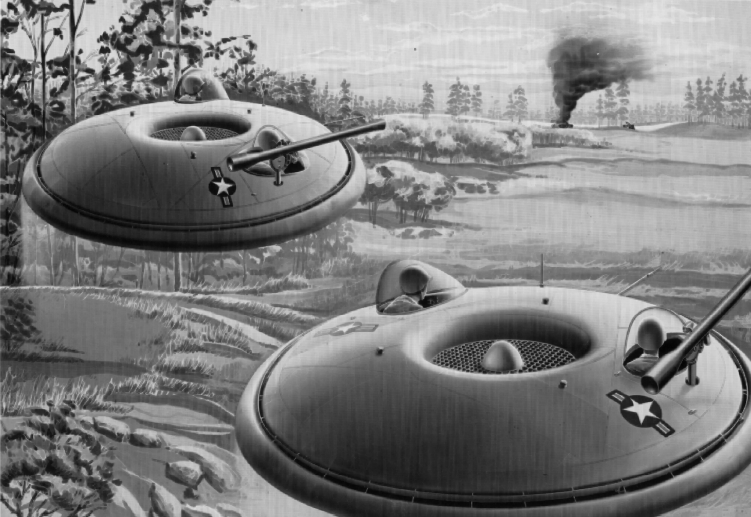
Artystyczna wizja użycia Avrocarów